# رانسول
رانسول (به لاتین: Ransol) یک روستا در آندورا با جمعیت ۲۹۴ نفر است که در کانیلو واقع شده‌است.